# Pass the Dutchie
«Pass the Dutchie», en Español «Pasa la cacerola» es una canción del grupo jamaicano y británico Musical Youth, lanzado el 17 de septiembre de 1982 como primer sencillo de su álbum de estudio debut The Youth of Today (1982) a través del sello discográfico MCA Records.
El sencillo es la primera pista lanzada del grupo bajo un gran sello discográfico además de su segundo lanzamiento oficial. La canción toma la intro de un tema del cantante U Roy «Rule the Nation» con palabras ligeramente alteradas además de samplear la canción de Mighty Diamonds «Pass the Kouchie o dutchie»,   alude al uso del cannabis.por algunos inmigrantes para mitigar su situación de calle a finales de los años 70 en el Reino Unido.
La pista fue incluida en la banda sonora de la cuarta temporada de la serie Stranger Things (2022) la cual le devolvió a la canción cierta popularidad, colándose en las listas de las canciones más escuchadas de streaming en plataformas tales como Spotify. 
La letra de la canción sería alterada debido a que el grupo era muy joven para cantar dicha letra, recurriendo al idioma jamaicano Patois para alterar su significado mediante el uso de palabras en éste.
Musical Youth se convirtió en el primer grupo negro en aparecer en la MTV con el vídeo de esta canción.
La canción le sirvió al grupo como una catapulta al reconocimiento internacional, se convirtió en la primera canción que cuenta con estrofas y dichos en Patois Jamaicano en alcanzar el número uno en la lista UK Singles Chart de Reino Unido y el top 10 del Billboard Hot 100 de Estados Unidos. Es también la canción más exitosa de la agrupación pues es su único top 10 en los Estados Unidos y su único número uno en Reino Unido.
La canción también fue uno de los sencillos más vendidos el año 1982 vendiendo más de cinco millones de copias en todo el mundo.

## Significado
Se puede interpretar dado el contexto histórico de la cultura jamaiquina de una forma inocente y juvenil, tal cual el nombre del grupo lo refleja, una alusión a una crítica subconsciente de la hambruna que los niños sufren creando la frase "pass the dutchie" dando como traducción: pasa la cacerola o olla. Siendo esto una combinación de una parte en inglés y de Patois.

## Formatos
Formato sencillo

| N.º | Título                      | Duración |  |
| 1.  | «Pass the Dutchie»          | 3:25     |  |
| 2.  | «Please Give Love a Chance» | 3:39     |  |

Sencillo de '12
| N.º | Título             | Duración |  |
| 1.  | «Pass the Dutchie» | 6:05     |  |

Descarga digital
| N.º | Título             | Duración |  |
| 1.  | «Pass the Dutchie» | 3:25     |  |

## Posicionamiento en listas
| País                | Lista                | MP     | Ref.   |
| Global              | Global               | Global | Global |
| ------------------- | -------------------- | ------ | ------ |
| Mundo               | Billboard Global 200 | 108    | [ 6 ]  |
| América             |                      |        |        |
| Canadá              | RPM                  | 1      | [ 7 ]  |
| Estados Unidos      | Billboard Hot 100    | 10     | [ 8 ]  |
| Europa              |                      |        |        |
| Alemania Occidental | Listas GfK           | 2      | [ 9 ]  |
| Austria             | Ö3 Austria Top 40    | 2      | [ 10 ] |
| Bélgica             | Ultratop 50 Flanders | 1      | [ 11 ] |
| España              | AFYVE                | 1      | [ 12 ] |
| Francia             | SNEP                 | 99     | [ 13 ] |
| Hungría             | Top 40 Sencillos     | 36     | [ 14 ] |
| Islandia            | RÚV                  | 10     | [ 15 ] |
| Irlanda             | IRMA                 | 1      | [ 16 ] |
| Lituania            | AGATA                | 50     | [ 17 ] |
| Países Bajos        | Top 100 Sencillos    | 1      | [ 18 ] |
| Reino Unido         | UK Singles Chart     | 1      | [ 19 ] |
| Suecia              | Sverigetopplistan    | 15     | [ 20 ] |
| Suiza               | Schweizer Hitparade  | 1      | [ 21 ] |
| Oceanía             |                      |        |        |
| Australia           | Kent Music Report    | 1      |        |
| Nueva Zelanda       | RMNZ                 | 1      | [ 22 ] |